# Chiesa dei Santi Apostoli (Napoli)
La chiesa dei Santi Apostoli è una chiesa monumentale di Napoli ubicata nell'omonimo largo, lungo l'antico decumano superiore del centro antico della città.
Seppur con una facciata "povera", grazie alla ricca decorazione pittorica interna la chiesa risulta essere tra le maggiori espressioni barocche della città, conservando uno dei massimi cicli di affreschi di Giovanni Lanfranco, con le Storie dei santi Apostoli (1638-1646), la cupola affrescata da Giovanni Battista Beinaschi, e l'unica opera a Napoli di Francesco Borromini, l'altare Filomarino (1638-1647).

## Storia
La chiesa, che oggi appare all'interno nel suo sontuoso stile barocco, fu fondata secondo la tradizione nel 468 dal vescovo Sotero (assieme ad altri quattro edifici di culto, cosiddette "parrocchie maggiori") forse sulle rovine di un tempio romano preesistente dedicato a Mercurio.
Le prime notizie certe della chiesa si hanno tuttavia soltanto a partire dal 1530, anno in cui la gestione era in affidamento al marchese di Vico Colantonio Caracciolo, per poi passare negli anni successivi ai padri teatini che si incaricarono dell'opera di ristrutturazione nell'anno 1581. Già nel 1590 fu quindi edificato il monastero dall'architetto e confratello Francesco Grimaldi.

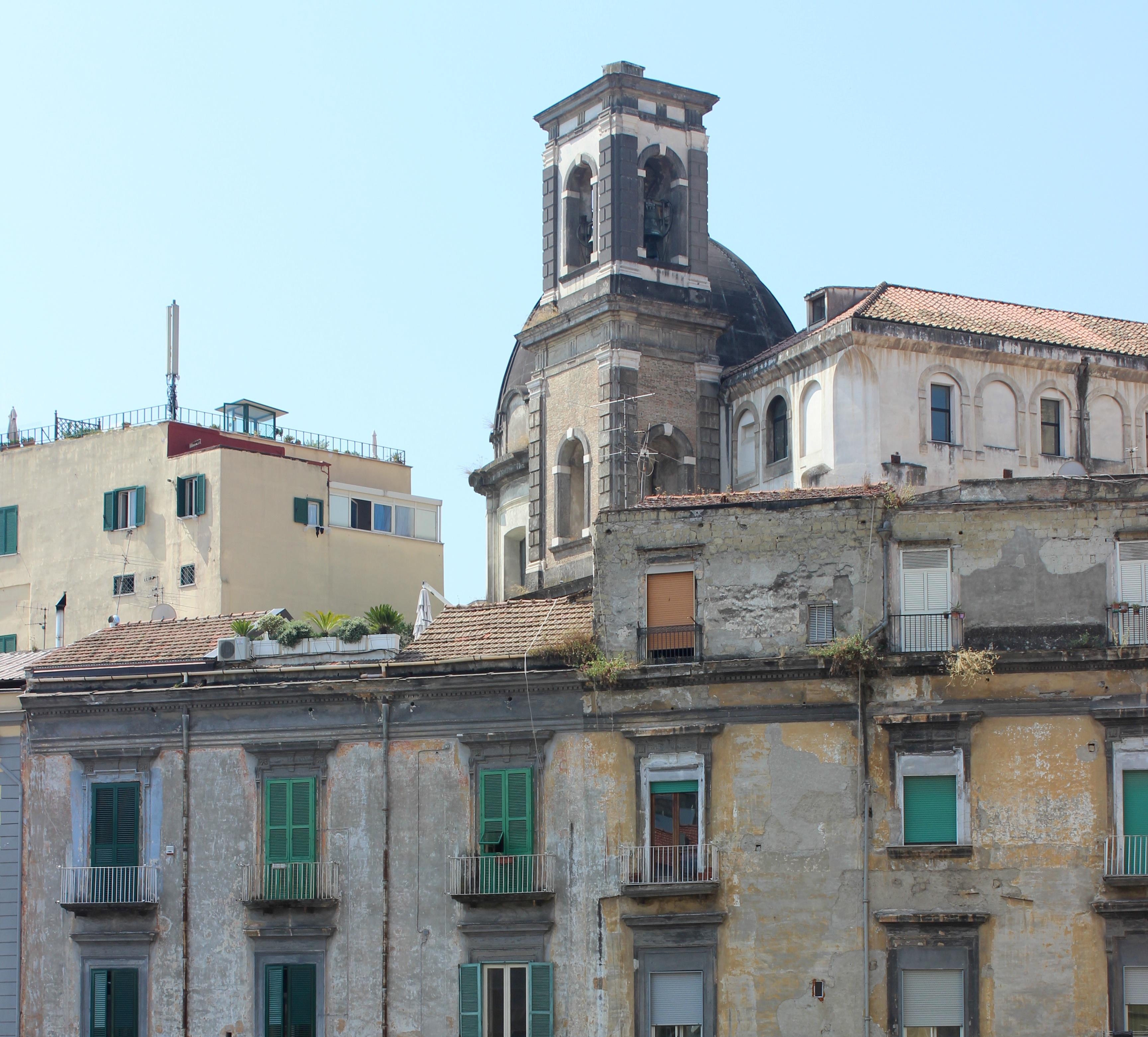
Campanile di Bartolomeo Picchiatti visto da largo San Giovanni a Carbonara

Subito dopo la conclusione dei lavori, seguirono ulteriori opere rifacimento della chiesa, iniziate intorno al 1611, ed il cui progetto fu affidato ancora al Grimaldi. Alla morte di quest'ultimo, avvenuta nell'agosto 1613, il cantiere fu seguito dall'architetto Giovan Giacomo Di Conforto che modificò l'impianto planimetrico originario della chiesa aumentandone le cappelle e accorciandone il coro; i lavori terminarono nel 1626.
Nel 1638 i lavori passarono poi a Bartolomeo Picchiatti che edificò il campanile e nel 1647 fu inaugurata la cappella Filomarino, con il maestoso altare di Francesco Borromini, già iniziato dieci anni prima a Roma. Il terremoto del 1688 diroccò parte del monastero e nel 1758 fu edificato il nuovo braccio della struttura medesima.
Con la soppressione dell'ordine dei teatini per opera di Gioacchino Murat, avvenuta nel 1809, il convento fu adibito a caserma sino al 1821, quando Ferdinando I delle Due Sicilie propose ai gesuiti l'affidamento del tempio, ma ciò non avvenne per il rifiuto posto dall'ordine religioso; fu così che i teatini poterono riottenere la loro chiesa, che pochi anni dopo fu affidata all'amministrazione di Santa Maria Vertecoeli.
Nel 1870 il monastero fu adibito, per circa un secolo, a Manifattura Tabacchi. In occasione del terremoto dell'Irpinia del 1980, invece, ci furono danni al paramento in maiolica bicromo della cupola, che non fu ripristinato in seguito ad un barbaro restauro. Dopo il lungo restauro, il complesso conventuale è diventato tuttora sede del Liceo Artistico Statale di Napoli.

## Descrizione

### Esterno e interno

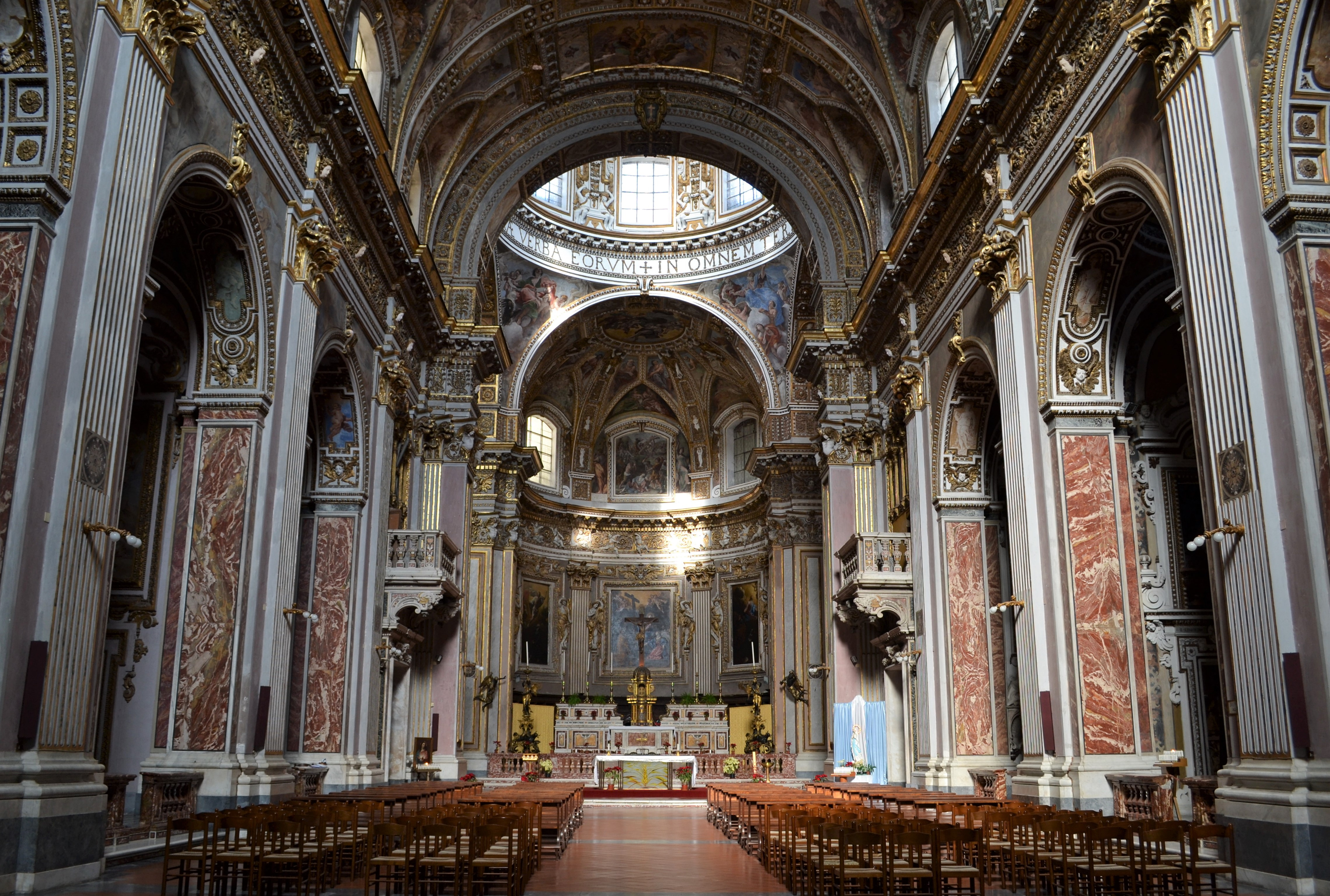
L'interno

La chiesa vede all'esterno una scalinata in piperno datata 1685 ed è caratterizzata da una facciata rivestita di intonaco e priva di alcun motivo architettonico.
L'interno si presenta a croce latina con navata unica coperta da volta a botte con pavimento a strisce marmoree risalente al 1698 e restaurato all'inizio del Novecento.
Le decorazioni a fresco della controfacciata, della volta della navata, delle fasce superiori delle pareti frontali dei transetti, così come delle due rispettive volte e del catino absidale, sono state interamente eseguite da Giovanni Lanfranco in un arco temporale che va dal 1638 al 1646, con Storie dei santi Apostoli.
Le scene nella volta della navata con i martiri di san Tommaso, san Bartolomeo, san Matteo, san Giovanni Evangelista e infine la Gloria degli Apostoli, sono accompagnate da una cornice di stucchi dorati con la raffigurazione di virtù nelle lunette dei finestroni e di profeti e patriarchi nella parte superiore degli stessi, opere sempre del Lanfranco. Nella controfacciata fa invece da sfondo alla grande composizione della Piscina probatica del pittore emiliano una sorta di finta architettura di Viviano Codazzi, mentre più in altro tra i finestroni sono i Martiri degli apostoli Simone e Giuda, ancora del Lanfranco.

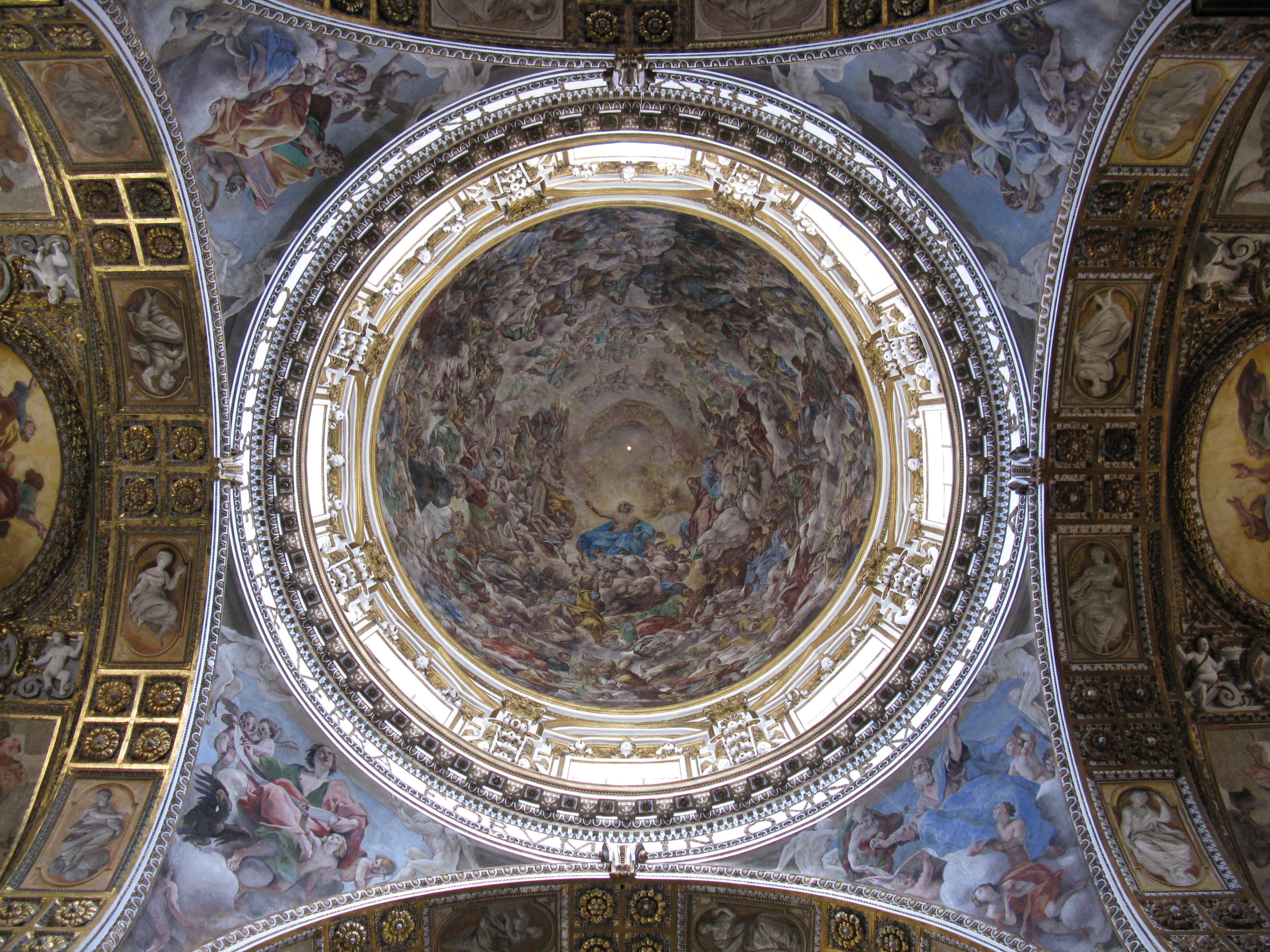
Interno della cupola

Nel 1693 una serie di affreschi di Francesco Solimena sopra gli archi delle cappelle sostituirono dei precedenti lavori di Giacomo del Pò, mentre la cupola, del 1680, è decorata con stucchi di Dionisio Lazzari, con l'affresco centrale del Paradiso di Giovanni Battista Beinaschi e, nei pennacchi, con i quattro Evangelisti del Lanfranco.
L'altare maggiore originario della chiesa fu disegnato nel 1751 da Ferdinando Fuga; tuttavia fu spostato intorno al 1836 nella basilica di San Francesco di Paola e sostituito con l'altare della chiesa di Santo Spirito di Palazzo, abbattuta proprio per far posto alla nascente basilica neoclassica di piazza del Plebiscito. Ai due lati dell'altare maggiore sono collocati due candelabri di bronzo di Andrea Bolgi del 1653 e dello stesso scultore sono i due angeli che reggono la lampada posti a chiudere il lato della tribuna; sopra l'altare è invece il ciborio in pietre dure e metallo della seconda metà del Seicento, mentre dietro è il coro ligneo di Antonino da Sorrento dello stesso secolo. Chiudono la decorazione dell'abside, di forma semicircolare, tutte opere ancora del Lanfranco. Nel registro superiore l'affresco eseguito nella volta è la Gloria della Vergine, circondata da dieci apostoli negli spicchi sottostanti. Ancor più in basso sono poi cinque le lunette (quasi del tutto scomparse) con scene non definite, mentre in quella rettangolare al centro della parete frontale è ritratto il Martirio dei santi Filippo e Giacomo. Il registro inferiore dell'abside vede invece cinque tele addossate alle pareti: Cristo che indica la Croce per norma dei Teatini, Sant'Andrea Avellino, San Sotero prostrato a Maria e a San Gennaro, Beato Giovanni Marinoni contempla Gesù nell'orto, Immacolata e San Gaetano.
La cripta, infine, di grandezza pari a quella della chiesa e orientata in senso opposto, cioè con l'abside in corrispondenza dell'ingresso, è del 1636 e fu adibita un tempo a cimitero; presenta tre navate e due file di pilastri con un altare maggiore e quattro cappelle laterali. È affrescata da Belisario Corenzio con Storie del Vecchio Testamento e in essa è sepolto il poeta Giambattista Marino.

#### Cappelle laterali
Le cappelle laterali sono quattro per ogni lato, ciascuna delle quali sormontate da piccole cupole ellittiche e un'abside di forma semicircolare. La terza del lato destro costituisce anche l'accesso laterale alla chiesa; in esse sono allocate opere di scuola napoletana che vanno dal Cinquecento al Settecento.
La prima cappella di sinistra, intitolata a Paolo Burali di Arezzo, si compone della pala d'altare con il Beato Paolo Burali d'Arezzo e Giovanni Marinoni con la marchesa Maria Patrizi che mostra un figlio di Francesco De Mura del 1775 e di una tela del San Carlo Borromeo di Carlo Rosa addossata alla parete sinistra. La seconda cappella, di San Gregorio, vede una pala d'altare della Madonna con i Santi Gregorio e Giovanni di Domenico Fiasella; alle pareti e sulla volta invece sono gli affreschi del 1717 con Storie di San Gregorio e Troadio di Giacomo del Pò. La terza cappella è dedicata a san Gaetano; questa si caratterizza per la presenza di un San Gaetano di Agostino Beltrano sull'altare maggiore e per gli affreschi sulla Peste del 1656 che decorano cupola e pareti, eseguiti da Giacomo Farelli nel 1671 circa. La quarta cappella di sinistra, intitolata a san Michele, ha sull'altare la Madonna con i Santi Pietro, Paolo e San Michele tra le anime purganti di Marco da Siena; gli affreschi alle pareti laterali sulle Storie di san Michele sono invece di Giovanni Battista Beinaschi.

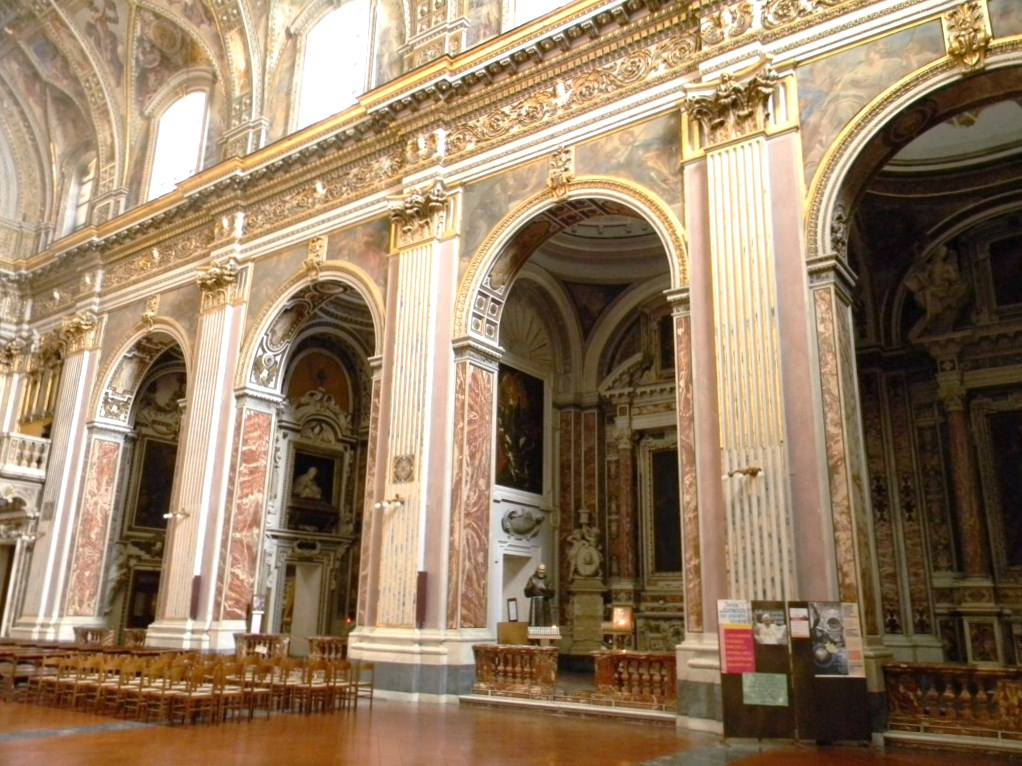
Scorcio delle cappelle di destra

Le cappelle di destra vedono nella prima, di San Nicola di Bari, affreschi alle pareti e sulla volta con Storie di San Nicola e Virtù di Nicola Malinconico; nella parete frontale è la pala di San Nicola che abbatte gli idoli ancora del Malinconico. La cappella di Sant'Ivo è la seconda e si compone di una pala d'altare di Sant'Ivo che riceve suppliche dai poveri eseguita da Domenico Faisella, della tomba del giurista Vincenzo Ippolito datata 1776 di Giuseppe Sammartino e di due dipinti nelle pareti laterali con Sant'Ivo che distribuisce il pane ai poveri a sinistra e Sant'Ivo che celebra la messa a destra, entrambi di Paolo De Matteis. Nella terza cappella, del Crocifisso, è presente la tomba dell'arcivescovo Sisto Riario Sforza del 1877; la cappella costituisce inoltre l'accesso laterale alla chiesa. La quarta e ultima cappella di destra è dedicata a sant'Andrea d'Avellino e conserva i sepolcri di Flaminio e Fabrizio Antinori compiuti nella fase iniziale da Giuliano Finelli e completati nei busti da Bartolomeo Mori; l'altare maggiore è di Simone Tacca e vede ai lati due angeli del Finelli; alle pareti sono invece le tele di Nicola Maninconico su Sant'Andrea d'Avellino colpito da apoplessia davanti ad un altare a destra e Sant'Andrea ricevuto da un cardinale a sinistra.

#### Transetto
Il transetto è privo di cappelle, sia lungo la parete presbiteriale sia lungo quelle frontali; esso si compone di due sontuosi altari marmorei sui lati principali, e di tele alle pareti di Luca Giordano datate intorno al 1692: la Natività di Maria e la Natività di Gesù, a destra, e la Presentazione al Tempio e il Sogno di San Giuseppe, a sinistra.

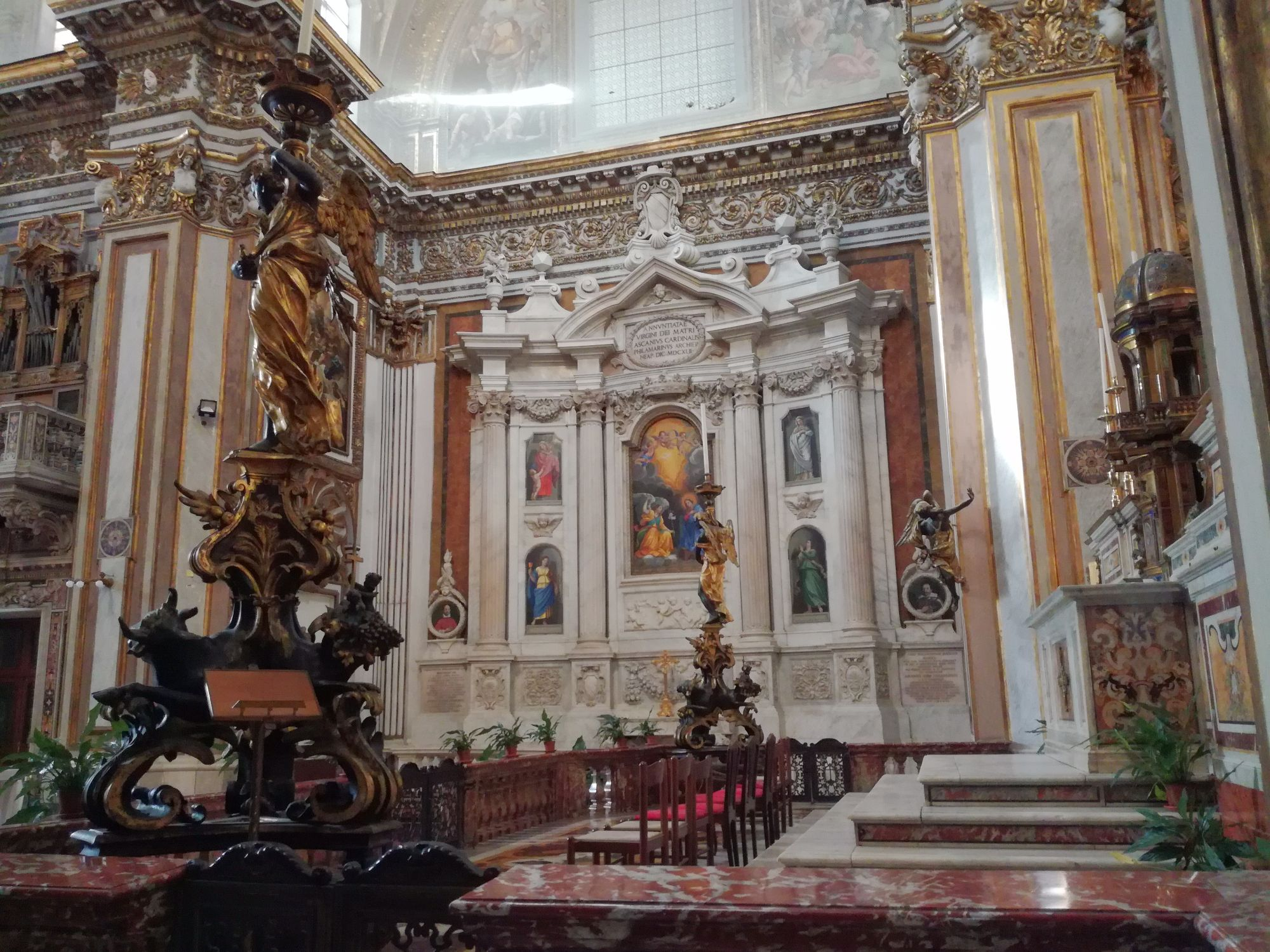
Altare Filomarino

Nel transetto sinistro è collocata l'unica opera napoletana di Francesco Borromini: l'altare Filomarino. L'opera è in marmo bianco, eseguita per lo più a Roma a partire dal 1638 e ultimata a Napoli nel 1647, ed è dedicata all'Annunziata. Fu commissionata dal cardinale Ascanio Filomarino che volle così portare a Napoli il gusto della corte di Urbano VIII, con cui aveva uno stretto legame. Le varie parti dell'altare furono eseguite da diversi scultori per lo più di matrice romana: all'opera lavorarono infatti Giuliano Finelli (completamento della balaustra ed esecuzione dei due leoni), Giulio Mencaglia (medaglione dell'altare e Sacrificio di Isacco del 1646), François Duquesnoy (fregio con puttini del 1639), Andrea Bolgi (decorazioni delle teste di cherubini e cesto di frutta), Giovan Battista Calandra (mosaici dell'Annunciazione e Virtù, ripresi dai dipinti di Guido Reni nella cappella del Quirinale in Roma ed ancora del Calandra sono i ritratti nei medaglioni laterali dei cardinali Ascanio e Scipione Filomarino, che riprendono i dipinti di Pietro da Cortona e Valentin de Boulogne). La fascia superiore del transetto è infine caratterizzata dai cicli del Lanfranco sui Martiri dei Santi Pietro e Paolo, il primo collocato nella parete frontale, ai lati del finestrone, il secondo nella volta.
Il transetto destro è caratterizzato dal grande altare Pignatelli del 1713-1723 circa, progettato seguendo il modello di quello di sinistra da Ferdinando Sanfelice e dedicato all'Immacolata. Il monumento è caratterizzato dai lavori di Matteo Bottiglieri, che eseguì il coro degli angeli, da Francesco Solimena, che compì le tavole su rame delle Virtù cardinali poste ai lati della centrale tavola tardo-cinquecentesca dell'Immacolata, ed infine dai lavori in bronzo dorato di Bartolomeo Granucci che compì i due medaglioni laterali su San Gaetano e Sant'Andrea d'Avellino. Sono invece ancora del Lanfranco i cicli con le scene dei Martiri dei santi Andrea e Giacomo maggiore, rispettivamente nella volta e ai lati del finestrone.

#### Sacrestia
La sacrestia, in stile barocco, è collocata all'angolo del transetto sinistro della chiesa; può essere ritenuta come una delle più importanti delle chiese napoletane.
Costruita nel 1626 e successivamente restaurata su disegno di Ferdinando Sanfelice, presenta alcuni affreschi di Nicola Malinconico: Assunzione, Sacrificio di Aronne, Trionfo di Giuditta e Giudizio di Giacobbe. Essa consta inoltre di una piccola cappella ottagonale contenente paramenti e arredi sacri, di un coro del 1640 di Francesco Montella e dell'organo settecentesco di Felice Cimmino.
Nella sacrestia trova posto inoltre il busto di Gennaro Filomarino, opera scultorea di Gaetano Finelli del 1649.

## Chiostro
Annesso alla chiesa è il convento dei Santi Apostoli, edificato assieme alla chiesa sul finire del Cinquecento dallo stesso architetto Francesco Grimaldi, all'interno ospita oggi il Liceo Artistico Statale "Di Napoli "